# Деїфонт
Деїфонт (грец. Deiphontes) — син Геракліда Антімаха, чоловік Гірнето, дочки Темена, якому допоміг завоювати Аргос; знехтувавши своїх синів, Темен зробив Д. спадкоємцем.
За Павсанієм, Д. разом з Гірнето жив в Епідаврі, де зазнав багато лиха від братів дружини. Брати Гірнето викрали її, і коли Д. гнався за ними, вбили сестру.
Цей міф став сюжетом трагедії Евріпіда «Темен», яка не збереглася.